# Доганово
Доганово е село в Западна България. То се намира в община Елин Пелин, Софийска област. Доганово е разположено в най-източният край на Софийската котловина,  като е сгушено в подножието на първите северни склонове на Западното Средногорие.

## География
Доганово се намира в хълмисто-планински район. Селото е разположено на 9 km от град Елин Пелин, на 32 km източно от София. Доганово е заобиколено отвсякъде от Ихтиманска Средна гора. От него се виждат високите върхове на Стара планина. Доганово е едно от първите села под склоновете на Средна гора. От най-високата точка на склона над селото се разкриват невероятни гледки към цялото Софийско поле, южните възвишения на планината и плодородни поля. От селото започват екопътеки, които водят до планината и цялата местност.
- читалище "Възраждане" 1911г село Доганово
- зимна приказка
- манастира
- Паркът на Доганово
- Прекрасен изглед към Средна гора!
- залез в посока София
- центъра на село Доганово
- изглед от една от централните улици на Доганово

Въздухът е много чист заради разположението под планина и заради теченията, които пречистват въздуха. Планината се пада по диагонал на селото и в единия край къщите са точно под Средна гора, което дава страхотна гледка. Селото е оживено, има много млади хора и много хора закупуват къщи за живеене. Доганово е единственото село в общината, което е на 100% с канализация.
Селото граничи със седем села: на запад с Лесново, на изток с Огняново, на юг с Богданлия, на югоизток с Караполци, на североизток с Гайтанево, на север с Априлово, и на северозапад с Петково. В землището на селото се намират няколко обширни местности: Корията, Къро, Могилката, Мало село, Азмако, Под буцата, Гьоло, Ливадето, Кюшето, Калдаръмо, Брего, Чубамбаро и Равнището. Селото се намира под склон, наречен „Корията“, първият от Ихтиманска Средна гора. Целият е в територията на Доганово. От него тръгва планинския облик на околността. То е едно от най-големите села в община Елин Пелин. Релефът на Доганово е високоравнинен към планински. „Корията“ е сравнително висок склон с височина около 610 m.
Населението му е от българи – шопи – средногорци и селото спада към Шопската етнографска област. Хората спазват местни празници, традиции, обичаи, гозби и ястия. Срещат се различни животни, като соколи, лисици, глигани, коне, овце, зайци, голямо разнообразие на дивеч. Има много овце в селото и хората си правят домашно сирене, масло, кашкавал и др. Местността е много плодовита. По високите части около селото има голям избор на гъби и на билки. В миналото са се отглеждали големи стада от биволи и крави.
Климатът спада към южнобългарската умерено-континентална област. Доганово е на границата между Софийското равно поле и Ихтиманската Средна гора.
По повод неговото разположение писателката Тонка Миладинова е написала:
| „ | Мойто родно село е разположено право срещу слънцето в едно красиво място, там, където Средна гора се отделя от нейната майка полето и се упътва на изток … |

## История
Село Доганово за първи път е споменато в турски данъчен регистър през 1420 г. под наименованието Доганджъ-Махмудъ. През 1446 г. в друг турски документ е вписано като Доганджи. Преведена от турски, думата „доган“ означава сокол. Доганджиите в Османската империя са отглеждали и дресирали ловни соколи.
При избухването на Балканската война 39 човека от Доганово са доброволци в Македоно-одринското опълчение.
В селото се усеща възрожденският дух и се почитат загиналите за свободна България.
В Доганово има основно училище, детска градина.
Училището се нарича „Св. св. Кирил и Методий“. В сборник „Килийните училища в България“ от 1967 г. е упоменато, че в Доганово е съществувало килийно училище 1835 г. То се е помещавало в три стаи, в двора на църквата. През 1934 г. е построена нова сграда за него, но днес в нея е настанено кметството. През 1951 г. е завършена днешната сграда на това учебно заведение. В него учат деца и от съседните села Караполци, Богданлия, Огняново и Голяма Раковица. В тясна близост до училището е имало и Дом за деца и юноши, лишени от родителски грижи, който е построен през 1953 г.

## Културни и природни забележителности
Има 2 хубави парка, селото е много чисто. Доганово има 2 магазина, болница, поликлиника, хубаво читалище с голяма концертна зала и голяма библиотека с над 15 хиляди тома книги, рибарник с прекрасно заведение. Читалище „Възраждане“ е създадено през 1911 г. От 1933 г. датират и първите театрални представления на сцената на читалищния салон. В долната част на селото е разположена красивата стара църква „Свети Димитър“. Селото е голямо, с много местности и в подножието на първите склонове от Ихтиманската Средна гора, който се нарича Корията. Корията е покрита с растителност и с дъбова гора, като някои от дъбовете са на повече от 100 години. Всяка година се събират дружини от ловци и откриват ловният сезон, като ходят във високите части на Корията.
Има манастир, който е на 2 km от Доганово. На него ходят хората от селото на Петровден, когато е празникът на селото и се прави курбан. Съборът или празникът на селото привлича много гости. Той продължава 2 дена. В Доганово се спазва и обичай, който е известен като деведжии.
При хълма на Доганово има чешма, която местните наричат „Кел чешма“, и според тях водата е лечебна. Покрай него минава и река Лесновска, която се влива в река Искър.
В парка на Доганово има паметник в почит на загиналите за свободата на България.